# Macrocneme cabimensis
Macrocneme cabimensis là một loài bướm đêm thuộc phân họ Arctiinae, họ Erebidae.